# Attaque de Bourzanga
Insurrection djihadiste au Burkina Faso
Batailles
- Samorogouan
- Intangom
- Nassoumbou
- Ariel
- 1re Inata
- Loroni
- Gorom-Gorom
- Koutougou
- Arbinda
- Hallalé
- Markoye
- Dounkoun
- Boukouma
- 2e Inata
- Titao
- Opération Laabingol
- Namissiguima
- Madjoari
- Bourzanga
- Seytenga
- Gaskindé
- Tin-Ediar
- Tin-Akoff
- Aoréma
- Ougarou
- Namsiguia
- Noaka
- Koumbri
- Djibo
- Tawori
- Mansila
- Nassougou

Massacres
- Yirgou
- Solhan
- Karma
- Komsilga, Nodin et Soroe
- Bibgou et Soualimou
- Barsalogho

Attentats
- 1er Ouagadougou
- 2e Ouagadougou
- 3e Ouagadougou

L'attaque de Bourzanga a lieu le 21 mai 2022 lors de l'insurrection djihadiste au Burkina Faso.

## Déroulement
Le 21 mai 2022, à 5 heures du matin, les djihadistes lancent une attaque contre un détachement militaire burkinabè à Bourzanga. D'après une source militaire de RFI, les assaillants sont au nombre d'une centaine et appartiennent au Groupe de soutien à l'islam et aux musulmans (GSIM). Cette source indique également que : « L'information d’une attaque contre le détachement était déjà lancée depuis quelques jours. Ce qui a permis aux soldats d’être plus en alerte dans la riposte ». Dans son communiqué, l'armée française évalue quant à elle à 200 le nombre des djihadistes. Le détachement burkinabè compte quant à lui une centaine d'hommes.
L'attaque est repoussée grâce à l'arrivée de forces aériennes qui viennent appuyer les troupes au sol,. Les burkinabés engagent un hélicoptère Mi-24 et les Français de la force Barkhane une patrouille de chasseurs Mirage 2000, venus de Niamey, au Niger,.

## Pertes
L'état-major général des armées burkinabè donne initialement un bilan d'« au moins trente terroristes abattus ».Le bilan passe ensuite à 35 djihadistes tués,. Les corps de dizaines d'assaillants sont diffusés sur la télévision nationale. Un véhicule blindé, une quarantaine de motos, deux pick-up et de nombreuses armes sont également capturés. 
L'armée française évoque quant à elle de « lourdes pertes aux terroristes ». Le colonel Pascal Ianni, porte-parole des armées, fait état d'au moins 45 djihadistes « neutralisés ».
Du côté des forces burkinabè, les pertes sont de cinq tués et dix blessés.